# Saison 5 de Cougar Town
Chronologie
Saison 4 Saison 6
Cet article présente le guide des épisodes de la cinquième saison de la série télévisée américaine Cougar Town.

## Généralités
Cette cinquième saison, composée de 13 épisodes, est diffusée sur TBS.
Au Canada, elle est diffusée depuis le 26 février 2014 sur Citytv.

### Synopsis
Jules Cobb, âgée de 40 ans, est agente immobilière fraîchement divorcée vivant avec son fils, Travis âgé de 17 ans, dans un quartier d'une ville de Floride, non loin de son ex-mari, Bobby un peu tête en l'air qui éprouve toujours des sentiments pour elle. Essayant de faire face aux problèmes du quotidien, elle décide de se remettre à la « chasse aux hommes » avec l'aide de ses meilleures amies : Ellie, jeune mère de famille mariée dans la quarantaine également, et Laurie, sa jeune employée écervelée de 29 ans…

## Distribution de la saison

### Acteurs principaux
- Courteney Cox (VF : Maïk Darah) : Jules Cobb
- Dan Byrd (VF : Juan Llorca) : Travis Cobb
- Busy Philipps (VF : Edwige Lemoine) : Laurie Keller
- Brian Van Holt (VF : Arnaud Arbessier) : Bobby Cobb
- Christa Miller Lawrence (VF : Brigitte Aubry) : Ellie Torres
- Josh Hopkins (VF : Maurice Decoster) : Grayson Ellis
- Ian Gomez (VF : Pierre Tessier) : Andy Torres

### Invités
- Matthew Perry : Sam, chauffeur de la voiture que Jules emboutie (épisode 2)

## Liste des épisodes

### Épisode 1:Tous amoureux
- États-Unis : 7 janvier 2014 sur TBS[2]
- Canada : 26 février 2014 sur Citytv[3]
- Suisse : 21 juillet 2014 sur RTS Un [4]

- États-Unis : 1,94 million de téléspectateurs[5] (première diffusion)

Jules a du mal à accepter la relation de Travis et Laurie et tout se complique encore plus lorsqu'elle les surprend faisant l'amour.
Bobby gagne plein d'argent grâce au lancement de "Pièce dans le pot" à l'international et Grayson en profite pour lui faire payer son énorme ardoise au bar.

### Épisode 2:Celle qui allait se marier
- États-Unis : 14 janvier 2014 sur TBS
- Canada : 5 mars 2014 sur Citytv
- Suisse : 22 juillet 2014 sur RTS Un

- États-Unis : 1,55 million de téléspectateurs[6] (première diffusion)

Matthew Perry : Sam
Jules a oublié de payer ses factures et se retrouve sans assurance auto. Tout se complique lorsqu'elle emboutit la voiture d'un séduisant millionnaire, qui semble très intéressé par elle.

### Épisode 3:Maison de poupée
- États-Unis : 21 janvier 2014 sur TBS
- Canada : 12 mars 2014 sur Citytv
- Suisse : 23 juillet 2014 sur RTS Un

- États-Unis : 1,70 million de téléspectateurs[7] (première diffusion)

### Épisode 4:Les Boucaniers
- États-Unis : 28 janvier 2014 sur TBS
- Canada : 19 mars 2014 sur Citytv
- Suisse : 24 juillet 2014 sur RTS Un

- États-Unis : 1,43 million de téléspectateurs[8] (première diffusion)

Bobby affirme avoir été attaqué par une méduse géante dans l'eau et demande que l'on ferme la plage par sécurité, mais au moment même Andy doit promouvoir la ville aux touristes en tant que maire. Ellie doit également l'aider en étant charmante avec des femmes snobes et bourgeoises.

### Épisode 5:La journée des morts-vivants
- États-Unis : 4 février 2014 sur TBS
- Canada : 26 mars 2014 sur Citytv
- Suisse : 25 juillet 2014 sur RTS Un

- États-Unis : 1,59 million de téléspectateurs[9] (première diffusion)

Jules s'inquiète pour son père depuis qu'il ne quitte plus son fauteuil devant la télé, elle lui propose alors de coacher la bande pour une course de 5 km mais il devient vite tyrannique.

### Épisode 6:Retour de karma
- États-Unis : 11 février 2014 sur TBS
- Canada : 2 avril 2014 sur Citytv
- Suisse : 28 juillet 2014 sur RTS Un

- États-Unis : 1,20 million de téléspectateurs[10] (première diffusion)

La saison des vide-greniers commence pour la bande mais tout ne se passe pas comme prévu : Jules ment à ses acheteurs sur la qualité de leurs achats et Laurie lui promet un mauvais karma, Andy achète quantité de choses inutiles ce qui agace Ellie, Grayson ne quitte plus son uniforme de marin d'occasion et est sujet à beaucoup de moqueries ...

### Épisode 7:Deux filles ami-amies
- États-Unis : 18 février 2014 sur TBS
- Canada : 9 avril 2014 sur Citytv
- Suisse : 29 juillet 2014 sur RTS Un

- États-Unis : 1,447 million de téléspectateurs[11] (première diffusion)

Jules s'inquiète pour le futur de Travis car celui-ci ne semble pas pressé de se trouver un travail après la remise des diplômes.

### Épisode 8:Le couple était presque parfait
- États-Unis : 25 février 2014 sur TBS
- Canada : 16 avril 2014 sur Citytv
- Suisse : 30 juillet 2014 sur RTS Un

- États-Unis : 1,31 million de téléspectateurs[12] (première diffusion)

Laurie et Travis invitent Jules et Grayson à un brunch, et Jules devient jalouse de leur maturité et leur complicité.

### Épisode 9:L'invention du siècle
- États-Unis : 4 mars 2014 sur TBS
- Canada : 23 avril 2014 sur Citytv
- Suisse : 31 juillet 2014 sur RTS Un

- États-Unis : 1,33 million de téléspectateurs[13] (première diffusion)

Jules a gagné beaucoup d'argent grâce à la vente d'une maison et cherche, avec Andy, dans quoi l'investir.

### Épisode 10:Trop beau pour être vrai
- États-Unis : 11 mars 2014 sur TBS
- Canada : 30 avril 2014 sur Citytv
- Suisse : 1er août 2014 sur RTS Un

- États-Unis : 1,34 million de téléspectateurs[14] (première diffusion)

Jules découvre que Tom a une fille, à qui il a raconté qu'elle était sa petite amie et qu'elle avait un frère handicapé, Grayson.

### Épisode 11:Les experts Gulf Haven
- États-Unis : 18 mars 2014 sur TBS
- Canada : 7 mai 2014 sur Citytv
- Suisse : 4 août 2014 sur RTS Un

- États-Unis : 1,22 million de téléspectateurs[15] (première diffusion)

### Épisode 12:Carnage
- États-Unis : 25 mars 2014 sur TBS
- Canada : 14 mai 2014 sur Citytv
- Suisse : 5 août 2014 sur RTS Un

- États-Unis : 1,54 million de téléspectateurs[16] (première diffusion)

La remise des diplômes de Travis arrive à grands pas et Laurie et Jules s'occupent des préparatifs, mais Ellie se sent mise à l'écart.

### Épisode 13:Un heureux événement
- États-Unis : 1er avril 2014 sur TBS[17]
- Canada : 21 mai 2014 sur Citytv
- Suisse : 6 août 2014 sur RTS Un

- États-Unis : 1,53 million de téléspectateurs[18] (première diffusion)

Jules a un examen médical à passer mais elle a pris des pilules déstressantes la veille, Laurie lui propose donc qu'elle utilise son urine pour le test mais cela entraînera à une révélation bouleversante ... 